# Estado Mayor del Ejército de Tierra (España)
El Estado Mayor del Ejército de Tierra (EME) es el primero de los órganos que están al servicio del jefe de Estado Mayor del Ejército de Tierra (JEME). Encuadrado en el Cuartel General del Ejército de Tierra, su finalidad más importante consiste en facilitarle la información y los elementos de juicio necesarios para la toma de decisiones, la plasmación de estas en órdenes y la supervisión de su cumplimiento. Para alcanzar sus objetivos, el EME gestiona cuantos asuntos resuelva jefe de Estado Mayor en el ejercicio su mando sobre el Ejército de Tierra.
A pesar de que desde principios del siglo XIX, existieron secciones dentro del Ministerio de Guerra que asumían funciones de Estado Mayor, no fue hasta la reforma ministerial de 1904 que se crea el Estado Mayor como órgano propio, creándose al mismo tiempo la jefatura del Ejército.

## Funciones
El Estado Mayor del Ejército, en el ejercicio de sus funciones, será únicamente responsable ante el jefe de Estado Mayor. Su actividad se centra en la dirección global del Ejército de Tierra como un todo. Esta dirección global se entiende como el conjunto de actividades de planeamiento, dirección, coordinación y control general que permiten al JEME el cumplimiento de su misión y el desarrollo de sus competencias.

## Estructura
Al frente de la Jefatura del Estado Mayor del Ejército se encuentra el segundo jefe del Estado Mayor del Ejército de Tierra, con rango de teniente general. Subordinado al jefe de Estado Mayor del Ejército de Tierra, organiza, planifica, dirige, coordina y es responsable de la supervisión general de las actividades del Ejército de Tierra. Dispone de varios órganos de apoyo personal y una Unidad de Estudios.
La organización del Estado Mayor del Ejército de Tierra es la siguiente:
- La Jefatura
- La Secretaría General del Estado Mayor: Es la unidad responsable de asistir al segundo jefe en todo lo relativo a la jefatura del EME así como de la gestión diaria del mismo.
  - La Sección de Apoyo
  - La Sección de Asuntos Institucionales y Comunicación Estratégica
  - La Sección de Coordinación General
  - La Sección de Procesos y Gestión de la Información y el Conocimiento
  - La Jefatura de Asuntos Económicos
  - La Secretaría Permanente del Consejo Superior del Ejército de Tierra
  - El Centro de Estudio de Cultura de Defensa del Ejército de Tierra
- La División de Planes: Es la unidad responsable de la organización y planeamiento global de los planes del Ejército de Tierra a medio y largo plazo.
  - La Secretaría Técnica
  - La Sección de Asuntos Internacionales
  - La Sección de Estrategia, Planes y Organización
  - La Sección de Planeamiento Presupuestario
- La División de Operaciones: Órgano  responsable  del  planeamiento, coordinación y control general de los objetivos relacionados con la preparación de las unidades y del seguimiento de las actividades de la Fuerza.
  - La Secretaría Técnica
  - La Sección de Campaña
  - La Sección de Enseñanza
  - La Sección de Preparación
  - La Sección de Inteligencia y Seguridad
  - El Centro de Apoyo Logístico a Operaciones
- La División de Logística: Es responsable del planeamiento, coordinación y control general de los objetivos relacionados con el apoyo logístico del Ejército de Tierra.
  - La Secretaría Técnica
  - La Sección de Acuartelamiento e Infraestructura
  - La Sección de Recursos Materiales
  - La Sección de Recursos Humanos